# Sevenhundred Sundays
Sevenhundred Sundays är Skövde-bandet Neverstores debutalbum som släpptes den 24 januari 2007.

## Låtlista
1. Stop Waiting
2. All Star Loser
3. So Much Of Not Enough (singel #1)
4. Stay Forever (singel #2)
5. Nanana
6. Another Sentimental Argument
7. L.Y.D. (singel #4)
8. Racer (singel #3)
9. On Your Side
10. Golden Youth
11. Last Goodbye